# Claudemir Jeronimo Barretto
Claudemir Jeronimo Fernandes Barretto, conegut com a Cacau (Santo André, 27 de març de 1981), és un futbolista brasiler. Ostenta també la nacionalitat alemanya.